# Dysdera centroitalica
Dysdera centroitalica este o specie de păianjeni din genul Dysdera, familia Dysderidae, descrisă de Gasparo, 1997.
Este endemică în Italia. Conform Catalogue of Life specia Dysdera centroitalica nu are subspecii cunoscute.